# كاو أنج
كاو أنج هو الابن الأكبر لـكاو كاو قتل أثناء حصار أبيه في قلعة وان كاسل مع ديان وي عام 197م.